# اوپاوا (استان سلیزیا سفلی)
اوپاوا (به لهستانی:  Opawa) یک روستا در لهستان است که در گمینا لوباوکا واقع شده‌است.

## نگارخانه

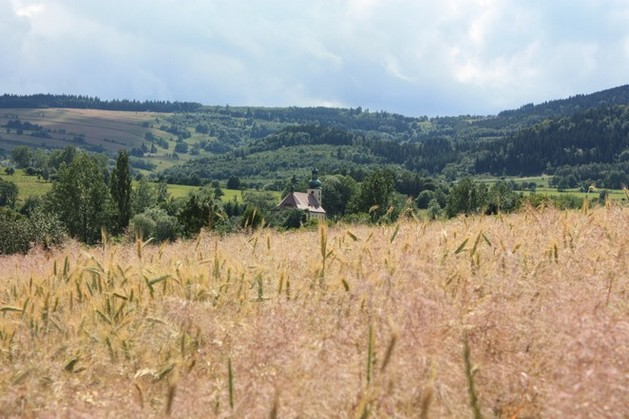
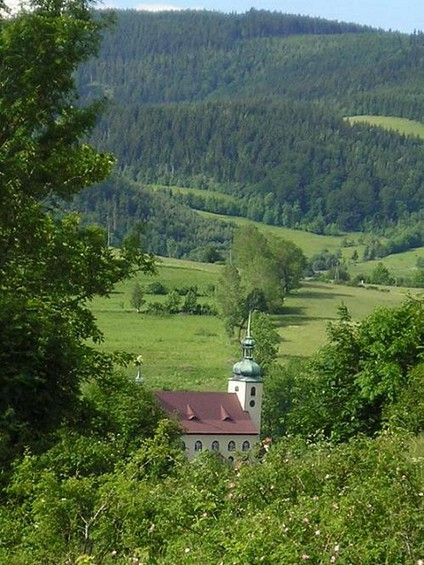